# Робертсон, Фредерик Вильям
Фредерик Вильям Робертсон (англ. Frederick William Robertson; 1816—1853) — английский богослов.

## Биография
Фредерик Вильям Робертсон родился 3 февраля 1816 года в городе Лондоне. Учился сперва в Эдинбургской Академии, затем продолжил образование в Эдинбургском университете.
Был проповедником в Брайтоне; считается одним из наиболее выдающихся английских гомилетов XIX века. Религиозная мысль Робертсона переходила от католизирующего пьюзэизма к более свободной точке зрения «Low Church», ставящей целью практическое благочестие, и, наконец, к учению «Broad Church» (свободное критическое направление). 
Среди наиболее известных теологических трудов Ф. В. Робертсона: «Sermons», «Expository lectures on Genesis and on the Epistles to the Corinthians» и «Miscellaneous addresses».
Фредерик Вильям Робертсон умер 15 августа 1853 года.